# 辉煌世纪影视
辉煌世纪影视（全名山东省辉煌世纪影视文化有限公司），为山东省一家国有专业影视制作公司，前身为山东三冠电影电视实业公司。2003年10月20日，由山东电影电视剧制作中心和山东视网联媒介发展股份有限公司联合成立。 旗下子公司山东辉煌世纪北京公司于2006年10月在北京市成立。

## 代表作品
- 《白眉大侠》
- 《甘十九妹》
- 《爱情帮你办》
- 《孙子兵法与三十六计》
- 《好爹好娘》
- 《选妃记》